# Billy Cook
William Edward "Billy" Cook (Joplin (Missouri), 23 december 1928 – 12 december 1952) was een spreekiller die begin 1951 grote opschudding veroorzaakte in de Verenigde Staten door de moord op een gezin en een toevallige passant.

## Biografie

### Jeugd
Cooks moeder overleed al op jonge leeftijd en zijn vader, een mijnwerker, liet kort daarna zijn gezin in de steek. De zeven kinderen vonden een onderkomen in een verlaten mijnschacht, waar ze door de plaatselijke autoriteiten werden aangetroffen. De kinderen konden snel in pleeggezinnen worden ondergebracht, op een na: Billy. Deze had niet alleen een sinister en onaantrekkelijk uiterlijk vanwege een gezichtsverlamming waardoor hij zijn rechterooglid niet kon sluiten, hij bleek ook een moeilijk en onhandelbaar karakter te bezitten.
Met de pleegmoeder die uiteindelijk bereid was gevonden hem voor geld in huis te nemen kon hij slecht opschieten. Billy bleef steeds vaker weg van huis, raakte verzeild in de kleine criminaliteit en bracht zijn jeugd grotendeels door in tuchthuizen. In 1950 werd hij vrijgelaten uit de Missouri State Penitentiary. Al liftend reisde hij vervolgens door het zuidwesten van de Verenigde Staten, op zoek naar wraak voor wat de wereld hem in zijn ogen had aangedaan. Op de knokkels van zijn linkerhand prijkte inmiddels een tatoeage: HARD LUCK.

### De moorden
Op 30 december 1950 dwong Cook met een pistool bij Lubbock, Texas, een automobilist diens auto af te geven en hij sloot deze op in diens eigen kofferbak. Tijdens de daaropvolgende rit wist het slachtoffer zichzelf te bevrijden en weg te vluchten. Op de weg tussen Claremore en Tulsa, Oklahoma, kwam Billy zonder benzine te zitten. Een behulpzame Carl Mosser uit Illinois, die met zijn vrouw Thelma en hun drie kleine kinderen op weg was voor een korte vakantie, stopte bij wat hij aanzag voor een medeweggebruiker met pech. Cook dwong onder dreiging van zijn vuurwapen het gezin rechtsomkeert te maken naar Texas. Een poging om Cook bij een tankstation in Wichita Falls zijn wapen afhandig te maken mislukte. Mosser en zijn gezin zouden uiteindelijk na drie dagen gegijzeld te zijn geweest en door verschillende staten te zijn gereden, in de buurt van Joplin worden vermoord. Ook de hond van de Mossers ontkwam niet aan de kogels. De lijken werden achtergelaten in een van de mijnschachten die Billy nog zo goed kende uit zijn jeugdjaren.
Toen de politie de doorzeefde en met bloed besmeurde Chevrolet van de Mossers aantrof in de buurt van Tulsa vonden zij hierin een bonnetje van de aankoop van een .32-revolver. Dit spoor leidde naar Billy Cook en er werd onmiddellijk een opsporingsbevel uitgevaardigd. Cook voelde zich al snel in het nauw gedreven en wist in Californië een deputy sheriff te overmeesteren en met diens auto zijn tocht voort te zetten. Vreemd genoeg voerde hij zijn dreigement om de gekidnapte politieman dood te zullen schieten niet uit; hij liet hem vastgebonden aan de rand van de weg achter. Een andere automobilist was minder fortuinlijk. Voor een volgende vluchtauto hield Cook de handelsreiziger Robert Dewey uit Seattle aan en schoot deze, na een korte worsteling, dood.

### Arrestatie en executie
Cook probeerde vervolgens naar Mexico te ontkomen en wetend dat de autoriteiten een man alleen zochten, dwong hij twee toevallige passanten met hem de grens over te steken. Bij Santa Rosalia liet hij hen gaan. Het plaatselijke hoofd van de politie, Francisco Morales, vond de gedragingen van de net gearriveerde gringo verdacht. Hij ontwapende Cook en plaatste hem onder arrest. Zonder bureaucratische plichtplegingen werd hij terug de grens overgezet waar de FBI klaar stond om Cook in te rekenen. Hierbij zou hij verklaard hebben: "I hate everybody's guts - and everybody hates mine..." Dit is het enige motief voor zijn moorddadigheid dat hij ooit gegeven heeft.
In eerste instantie werd Cook door een rechtbank in Oklahoma City tot 300 jaar gevangenisstraf veroordeeld voor de moord op de Mossers. Hij stond echter later terecht in Californië voor de moord op Dewey en werd hiervoor ter dood veroordeeld. Berouw over zijn daden heeft Cook nooit betoond en hij stierf op 12 december 1952 in de gaskamer van San Quentin Prison. Zijn stoffelijk overschot verdween in een anoniem graf op het Peace Church Cemetery van Joplin.

## Erfenis
De moordgeschiedenis van Billy Cook vormde in 1953 al de basis voor het scenario van de film noir The Hitch-Hiker van regisseuse Ida Lupino. Jim Morrison, de rocklegende en voorman van The Doors, heeft in een aantal van zijn gedichten verwezen naar Billy Cook. In een korte film van zijn hand HWY: An American Pastoral speelt Morrison zelf de rol van een moordzuchtige lifter. Ook in Riders on the Storm, een van de laatste hits van The Doors, is sprake van een figuur die sterk doet denken aan de spreekiller Billy Cook.